# Relativna atomska masa
Relativna atomska masa (oznaka Ar) je svojstvena veličina svakog kemijskog elementa (stariji naziv: atomska težina). To je broj koji pokazuje koliko je puta prosječna masa atoma nekog elementa veća od 1/12 mase atoma ugljikova izotopa 12C, to jest to je omjer između prosječne mase atoma nekog kemijskog elementa i unificirane atomske jedinice mase. Izražavanje atomskih masa relativnim jedinicama uveo je 1803. John Dalton, koji je za mjernu jedinicu uzeo vodikov atom kao najlakši od svih atoma i pridijelio mu vrijednost 1 (poslije je kao jedinica služila i 1/16 mase atoma kisikova izotopa 16O). Takvo je izražavanje uvedeno iz praktičnih razloga, jer su mase atoma izvanredno malene (na primjer masa je vodikova atoma 1,673·10–27 kg). Kako se većina kemijskih elemenata u prirodi pojavljuje u obliku smjese svojih izotopa, relativne atomske mase odgovaraju srednjoj vrijednosti relativnih masa atoma prisutnih izotopa, pa zato redovito nisu cijeli brojevi. Mjerna jedinica relativne atomske mase je broj jedan.

## Objašnjenje
Relativna atomska masa (Ar) je broj koji nam pokazuje koliko je puta masa nekog atoma veća od atomske jedinice mase, u, odnosno 1/12 mase atoma izotopa 12C.
Relativna atomska masa se računa kao omjer mase atoma i atomske jedinice mase:
{\displaystyle \qquad A_{r}={\frac {m_{a}}{u}}\quad ili\quad m_{a}=A_{r}\cdot u\qquad u=1,6605\cdot 10^{-24}g\qquad u={\frac {1}{12}}m_{a}(^{12}C)}

Relativna atomska masa je decimalni broj bez jedinice, njegove vrijednosti čitamo iz periodnog sustava elemenata:
{\displaystyle A_{r}(H)=1,00794\quad A_{r}(C)=12,0107\quad A_{r}(O)=15,9994\quad A_{r}(Cl)=35,453\ ...}
Vrijednosti Ar odnose se na elemente koji se nalaze u prirodi, a oni se često sastoje od nekoliko izotopa zastupljenih u određenim omjerima. Na primjer element bor (B) čine izotopi s 10 i 11 nukleona u prosječnom omjeru 18,83 : 81,17. Tako se od atomskih masa tih izotopa dobiva navedena vrijednost Ar(B) = 10,811. Zato je točniji sljedeći matematički izraz koji sugerira da je masa nekog atoma prosječna masa njegovih izotopa:
{\displaystyle \qquad A_{r}(X)={\frac {{\bar {m}}_{a}(X)}{m_{a}(^{12}C)/12}}\quad }
Pomoću relativne atomske mase izračunava se relativna molekulska masa:  {\displaystyle M_{r}={\frac {m_{f}}{u}}\qquad M_{r}{(XY)}=A_{r}{(X)}+A_{r}{(Y)}}
Relativna atomska masa kao i relativna molekulska masa osnove su za izražavanje molne mase (M), mase jednog mola neke tvari.
Molna masa neke tvari odgovara relativnoj atomskoj ili relativnoj molekulskoj masi uz dodatak jedinice gmol-1:
{\displaystyle \qquad M(H)=1,00794\quad g\cdot mol^{-1},\quad M(O_{2})=2\cdot 15,9994=31,9988\quad g\cdot mol^{-1}}
{\displaystyle \quad M(H_{2}O)=[2A_{r}(H)+A_{r}(O)]g\cdot mol^{-1}=[2\cdot 1,00794+15,9994]g\cdot mol^{-1}=18,01528\quad g\cdot mol^{-1}}

## Povijest
Relativnu atomsku masu uveo je u kemiju John Dalton (1803.) jer kemičari tog vremena nisu imali predodžbu o pravoj veličini ili masi atoma. Tada je bilo poznato samo dvadeset kemijskih elemenata ali je Dalton ispravno pretpostavio da atom vodika ima najmanju masu i njega je uzeo kao atomsku jedinicu mase za uspoređivanje, što je vrijedilo narednih stotinjak godina. Za sve atome računao je relativne mase temeljem poznatih kemijskih reakcija i prirodnih kemijskih zakona koje su definirali kemičari tog vremena. Mase atoma međusobno je uspoređivao kroz omjere masa reaktanata u kemijskim reakcijama jer se mase atoma odnose kao mase tvari.